# Solaris Tramino
Solaris Tramino —  серія низькопідлогових зчленованих трамваїв, які спочатку були розроблені та продавались польським виробником Solaris Bus & Coach (SBC). 
У четвертому кварталі 2018 року лінійка продуктів перейшла польській дочірній компанії Stadler Rail, Stadler Polska. 

Основним конкурентом на польському ринку є компанія PESA з Бидгоща .

## Експлуатація
| Держава             | Місто               | Оператор                   | Тип                 | Роки                | Кількість       |
| ------------------- | ------------------- | -------------------------- | ------------------- | ------------------- | --------------- |
| Польща              | Познань             | MPK Poznań                 | S100                | 2011–2018           | 1               |
| Польща              | Познань             | MPK Poznań                 | S105p               | з 2011              | 45              |
| Польща              | Ольштин             | MPK Olsztyn                | S111o               | з 2015              | 15              |
| Німеччина           | Єна                 | Jenaer Nahverkehr          | S109j               | з 2013              | 5               |
| Німеччина           | Брауншвейг          | Braunschweiger Verkehrs    | S110b               | з 2014              | 19 з 25         |
| Німеччина           | Лейпциг             | Leipziger Verkehrsbetriebe | XL                  | з 2017              | 17 з 23 (61)    |
| Загальна кількість: | Загальна кількість: | Загальна кількість:        | Загальна кількість: | Загальна кількість: | 102 з 114 (162) |

## Конструкція
| Оператор                                                   | Мережа          | Держава   | Рік       | №             | Кількість | Тип*1 | Ширина колії мм | Довжина м | Ширина м | Напруга V = | NF*2  | Зауваження                                          |
| ---------------------------------------------------------- | --------------- | --------- | --------- | ------------- | --------- | ----- | --------------- | --------- | -------- | ----------- | ----- | --------------------------------------------------- |
| Solaris                                                    | Познань         | Польща    | 2009      |               | 1         | ER    | 1435            | 31,7      | 2,35     | 600         | 100 % | Прототип                                            |
| MPK Poznań                                                 | Познань         | Польща    | 2011/2012 | 515–560       | 45        | ER    | 1435            | 31,96     | 2,4      | 600         | 100 % |                                                     |
| Jenaer Nahverkehr                                          | Єнський трамвай | Німеччина | 2013      | 701–705       | 5         | ZR    | 1000            | 29,3      | 2,3      | 660         | 100 % |                                                     |
| Braunschweiger Verkehrs-GmbH                               | Брауншвейг      | Німеччина | 2014      | 1451–1468     | 18        | ER    | 1100            | 35,74     | 2,3      | 660         | 100 % |                                                     |
| MPK Olsztyn                                                | Ольштин         | Польща    | 2014      | 3000–3014     | 15        | ZR    | 1435            | 29,3      | 2,5      | 600         | 100 % |                                                     |
| Транспортна компанія Лейпцига (Leipziger Verkehrsbetriebe) | Лейпциг         | Німеччина | 2016–2021 | 1001–1061 ff. | 61        | ER    | 1458            | 37,63     | 2,3      | 600 (750)   | 65 %  | замовлено 61 вагон Доставлено 1001-1037 і 1042-1047 |
| Braunschweiger Verkehrs-GmbH                               | Брауншвейг      | Німеччина | 2019      | 1951–1957     | 7         | ER    | 1100            | 35,74     | 2,3      | 660         | 100 % | Tramino II                                          |

*1 Тип транспортного засобу: ER = транспортний засіб з одностороннім рухом, ZR = транспортний засіб з двостороннім рухом 
*2 Секція з низькою підлогою